# Albine de Montholon
Albine de Montholon (1779 – 1848) è stata una nobildonna francese.

## Biografia
Albine de Montholon, nata Albine de Vassal, era la cugina del duca Jean-Jacques Régis de Cambacérès e moglie del generale Carlo Tristano di Montholon. Divenne l'amante di Napoleone Bonaparte durante gli anni di esilio dell'imperatore all'isola di Sant'Elena. 
Durante il soggiorno a Sant'Elena, dove risiedette insieme al marito, al generale Gaspard Gourgaud ed al conte Emmanuel de Las Cases alla Longwood House, rimase incinta e partorì una figlia, Hélène Charlotte Napoleone Bonaparte, la cui paternità rimase sconosciuta.